# Senno Salzwedel
Senno Salzwedel, né le 24 août 1959 à Waren et mort le 27 octobre 2023, est un haltérophile est-allemand.

## Palmarès

### Championnats du monde
- Lille 1981
  -  Médaille d'argent en plus de 110 kg.

### Championnats d'Europe
- Lille 1981
  -  Médaille d'argent en plus de 110 kg.
- Vittorio 1984
  -  Médaille de bronze en plus de 110 kg.
- Katowice 1985
  -  Médaille de bronze en plus de 110 kg.
- Karl-Marx-Stadt 1986
  -  Médaille de bronze en plus de 110 kg.